# Cerintianos
Los cerintianos fueron herejes del primer y segundo siglo de nuestra era. Su jefe fue Cerinto, judío de nación o de religión que después de haber estudiado filosofía en la escuela de Alejandría se presentó en Palestina y esparció su doctrina especialmente por Asia menor.
Algunos antiguos, en especial San Epifanio creían que Cerinto era uno de esos judíos celosos de la ley de Moisés que querían sujetar a ella a los gentiles; que les pareció mal que San Pedro instruyera y bautizara al Centurión Conidio; que alteraron la Iglesia de Antioquía por su obstinación en guardar las ceremonias legales; que difamaban al apóstol san Pablo porque eximía de estas ceremonias a los que no eran judíos de nacimiento; mas parece que en esto san Epifanio confundió a los cerintianos con los ebionitas.
Es más natural referirse a San Ireneo que es más antiguo. Según lo que dice, Cerinto no pareció hasta el reinado de Domiciano, hacia el año 88 y fue conocido del apóstol San Juan, que escribió su Evangelio para refutarle.

## Doctrina
Cerinto, conforme con las ideas de Platón, creía que Dios no había creado el universo inmediatamente por sí mismo sino que había producido espíritus, inteligencias o genios más o menos perfectos los unos que los otros. Que uno de ellos había sido el artífice del mundo; que todos le gobernaban y administraba cada uno una porción de él. Pretendía que el Dios de los judíos era uno de estos espíritus o genios, que era el autor de su ley y de los diversos acontecimientos que les sobrevinieron. No quería que se aboliese enteramente esta ley. Juzgaba que era preciso conservar muchas cosas en el cristianismo.
Decía que Jesús había nacido de José y de María como los demás hombres pero que estaba dotado de una sabiduría y de una santidad muy superiores. Que en el momento de su bautismo, Cristo o el Hijo de Dios había bajado sobre él en forma de paloma, le había revelado Dios Padre hasta entonces desconocido a fin de que le diera a conocer a los hombres y le dio poder de hacer milagros. Que en el momento de la pasión de Jesús, Cristo se había separado de él para volver al lado del Padre. Que solo Jesús padeció, murió y había resucitado pero que Cristo, puro espíritu, era incapaz de padecer. Estos planteamientos son los mismos que los de Carpocrates mas parece que los discípulos de Cerinto añadieron otros después.
Se cree también que fue el autor de la herejía de los milenarios que suponía que al fin del mundo Jesucristo volvería sobre la tierra para ejercer en ella sobre los justos un reino temporal por espacio de mil años. Que durante este intervalo, los santos gozarían aquí abajo de todos los deleites sensuales. Esto es lo que dio lugar a algunos antiguos para atribuir a Cerinto el libro del Apocalipsis en el cual querían encontrar este pretendido reino de mil años. Otros creyeron que Cerinto había compuesto un Apocalipsis diferente del de San Juan y había enseñado en él este delirio.
El teólogo holandés e historiador Gilles Quispel, creía que Cerinto, o los cerintianos, descendían de una antigua agrupación de constructores llamados Adukkines o Adukkin, y que estos creían en unos supuestos evangelios llamados «Testamentos Rebu». El teólogo holandés también creía que, en la actualidad, algunas órdenes Masónicas custodiaban y en secreto, estas antiguas enseñanzas, y que serían parte fundamental de los apócrifos encontrados en Nag Hammadi.
Es muy esencial el observar que Papias y los otros padres antiguos que también admitieron un reino temporal de Jesucristo por espacio de mil años, jamás lo concibieron como Cerinto. Nunca creyeron que los santos gustarían sobre la tierra de deleites sensuales sino de delicias puramente espirituales según convienen a cuerpos resucitados, gloriosos, exentos de las necesidades de la naturaleza.